# 1548
Évszázadok: 15. század – 16. század – 17. század
Évtizedek: 1490-es évek – 1500-as évek – 1510-es évek – 1520-as évek – 1530-as évek – 1540-es évek – 1550-es évek – 1560-as évek – 1570-es évek – 1580-as évek – 1590-es évek
Évek: 1543 – 1544 – 1545 – 1546 –  1547 – 1548 – 1549 – 1550 – 1551 – 1552 – 1553

## Események

### Határozott dátumú események
- február 22. – Ferdinánd szentesíti az 1547. évi pozsonyi országgyűlés törvényeit, melyek egyebek  mellett a végvárak fenntartásáról, s a jobbágyok adózásáról, költözéséről rendelkeznek.[1]
- május 15. – V. Károly német-római császár kihirdeti az augsburgi birodalmi gyűlésen megvitatott átmeneti (a tridenti zsinat döntéséig érvényes) rendelkezéseket a protestáns vallásra vonatkozóan, benne a papi házasság engedélyezésével.[2]
- április 1. – Zsigmond Ágost apja – Öreg Zsigmond – halálát követően elfoglalja a lengyel királyi és a litván nagyfejedelmi trónt.[3]
- június – Perényi Péter fogsága idején Eger az bécsi udvari kamara fennhatósága alá kerül.[4]
- július 20. – Dobó István számadás terhe mellett átveszi az egri várat.[5]
- augusztus 15. – Perényi Gábor átadja az egri vár kulcsát Niklas Salm királyi főhadparancsnoknak, aki az erődöt hivatalosan is Dobó Istvánra bízza.[5]
- október 18.–november 22. – Pozsonyi országgyűlés, mely egyebek  mellett rendelkezik a katolikus egyház megerősítésére.[1]

### Határozatlan dátumú események
- az év folyamán – Rómában menhely épül a szegényeknek és az elmebetegeknek.[forrás?]

## Születések
- Giordano Bruno olasz humanista († 1600)
- Gonzalo Argote de Molina spanyol író, genealógus, történész († 1596)

## Halálozások
- február 26. – Lorenzaccio de’ Medici, a Medici-család tagja (* 1514)
- április 1. – I. Zsigmond lengyel király (* 1467)
- szeptember 5. – Parr Katalin, VIII. Henrik angol király  özvegye (* 1512 körül)
- Perényi Péter koronaőr, erdélyi vajda (* 1502 körül)